# I tre desideri
Pour plus de détails, voir Fiche technique et Distribution.
I tre desideri est une comédie romantique italienne écrite et réalisée par Giorgio Ferroni et Kurt Gerron, sortie en  1937 et mettant en vedette Luisa Ferida, Antonio Centa et Leda Gloria. Le scénario du film est adapté du conte de fées Les Souhaits ridicules créé par un auteur anonyme. 
Une version distincte en néerlandais, De drie wensen (nl), est également réalisée.

## Synopsis
Un riche industriel propose à un jeune couple d'exaucer trois vœux. Le mari souhaite devenir un inventeur et la femme une chanteuse mais les choses ne vont pas se passer comme ils l'espéraient.

## Fiche technique
- Titre original : I tre desideri
- Réalisation : Giorgio Ferroni, Kurt Gerron
- Scénario : Gherardo Gherardi, Cesare Vico Lodovici (it), sur une histoire de Fritz Zeckendorf
- Photographie : Akos Farkas
- Montage : Maria Rosada (en), Jan Teunissen (nl)
- Musique : Umberto Mancini (it)
- Pays d'origine : Royaume d'Italie
- Langue originale : italien
- Format : noir et blanc
- Genre : comédie romantique
- Durée : 78 minutes
- Dates de sortie :  
  - Royaume d'Italie : Décembre 1937

## Distribution
- Luisa Ferida : Maria Lauri
- Antonio Centa : Renato Nardi
- Leda Gloria : Dora Corelli, la chanteuse
- Febo Mari : le milliardaire
- Camillo Pilotto : l'industriel Giovanni Fortini
- Enrico Glori : Ricciardi
- Franco Coop : Rossi, l'impresario de théâtre
- Aldo Silvani : Compagni, le chef de la claque
- Olga Capri : madame Toloni
- Miranda Bonansea : la petite Anna
- Bruno Calabretta :
- Luigi Erminio D'Olivo : un journaliste
- Giovanni Ferrari :
- Kurt Gerron : le chorégraphe
- Guglielmo Morresi :
- Giuseppe Pierozzi (it) : un journaliste
- Vera Poggioni :
- Dina Romano : Annetta, la bonne de Nardi

## Production
Le film a été tourné aux Studios Cinecittà à Rome. Les décors du film ont été conçus par le directeur artistique Guido Fiorini (it).